# Halloween Night
《Halloween Night》（日语： harowin naito */?）是日本女子偶像組合AKB48的第41張單曲，在2015年8月26日由國王唱片發售。此張單曲的同名A面曲與搭配的多首B面曲，是根據同年6月6日揭榜的第七屆選拔總選舉之開票名次決定參與演唱成員名單，因此是由HKT48成員指原莉乃擔任Center（中心成員），這也是指原莉乃自2013年的發行《戀愛的幸運餅乾》以來再次單獨擔任AKB48單曲的Center。

## 簡介
該單曲雖於夏季發行，但卻是以萬聖夜為主題的迪斯科風格舞曲。其廣告標語是「這不是俱樂部，而是迪斯可！」（日語：クラブじゃないんだ、ディスコだよ!）。
單曲分為Type A、Type A初回限定盤、Type B、Type B初回限定盤、Type C、Type C初回限定盤、Type D、Type D初回限定盤和劇場盤共九個版本發售，每個版本的內容均有不同。其中，Type-A、Type-B、Type C和Type D均附有生寫真一張，四款數量限定生產版則附有全國握手會活動參加券一張，而劇場盤則附有一張發售紀念握手會的參加券和劇場版生寫真一張。由於該張單曲是以1970與1980年代流行的迪斯可音樂為曲調主軸，因此也同時推出黑膠唱片版本，這也是AKB48首次發行黑膠唱片。
《Halloween Night》在2015年7月4日於日本電視台的音樂特別節目《THE MUSIC DAY 音樂的力量》初次公開發表，為富士電視台夏季活動“台場夢幻大陸 - 夢兆夏季夏祭”的主題曲、社群網路服務商GREE、以及咖啡飲品WONDA的廣告主題曲。

## 销售反應
在發售前一日（2015年8月25日）的Oricon單日單曲銷售排行榜上，創下推算銷量118.8萬張的紀錄，為AKB48史上初日發行的總選舉選拔單曲唱片中最佳成績，銷量除了為Oricon日榜第一名，亦是第10張在發行首日銷量突破百萬的單曲。而首週銷量達到127.8萬張，是繼《RIVER》，連續28張單曲獲得銷量週榜第一名，亦是AKB48自《變成櫻花樹》連續第23張銷量破百萬的單曲。

## 舞台衣著
| 成員       | 衣著主題                 |
| ---------- | ------------------------ |
| 指原莉乃   | 烏鴉主題的魔女           |
| 柏木由紀   | 使喚野獸的S女王          |
| 渡邊麻友   | 法國的懸絲傀儡           |
| 高橋南     | 鐵皮貓                   |
| 松井珠理奈 | 蜘蛛                     |
| 山本彩     | 西方騎士的鬼魂           |
| 宮脇咲良   | 黑色小丑                 |
| 宮澤佐江   | 滿身螺絲的科學怪人       |
| 島崎遥香   | 死神                     |
| 横山由依   | 德古拉                   |
| 北原里英   | 海盜的鬼魂               |
| 渡邊美優紀 | 棉花都露出來的舊兔子玩偶 |
| 松村香織   | 木乃伊                   |
| 高柳明音   | 滿身補丁的雙胞胎女僕     |
| 柴田阿弥   | 滿身補丁的雙胞胎女僕     |
| 武藤十夢   | 狼人                     |

## 版本與收錄內容
如果不計初回限量版與通常版的差異，《Halloween Night》一共有Type-A、Type-B、Type-C、Type-D與劇場版共五個版本，其中前四者除了音樂CD外，尚附有一張DVD，而劇場版則不附對應的影片DVD。各版本除了主打的A面曲相同外，各自收錄了不盡相同的附屬B面曲，負責演唱的團員編組也各自不同。
配合CD中所收錄的歌曲，除了劇場版外其他四個版本所收錄的歌曲全都有對應的MV。
全作詞：秋元康

### Type-A
Type-A 是收錄了由Under Girls所演唱之B面曲《再見沖浪板》。除此之外，在此版本中也收錄了由Future Girls所演唱的《婚紗送給你...》，並且在隨附的DVD中也收錄了兩曲的MV。在封面設計上，無論初回限量版還是通常版的封面都是第七屆選拔總選舉之投票結果的首三名—指原莉乃、柏木由紀、渡邊麻友的合照。
Type-A詳細的收錄內容如下：
CD
1. 《Halloween Night》（ハロウィン・ナイト）
（作曲、編曲：井上義正（日语：井上ヨシマサ））
2. 《再見沖浪板》（さよならサーフボード）- Under Girls
（作曲、編曲：井上義正（日语：井上ヨシマサ））
3. 《婚紗送給你...》（君にウェディングドレスを…） - Future Girls
（作曲：福田貴訓、編曲：野中MASA雄一（日语：野中“まさ”雄一））
4. 《Halloween Night》純配樂版
5. 《再見沖浪板》純配樂版
6. 《婚紗送給你...》純配樂版

DVD
1. 《Halloween Night》MV
2. 《再見沖浪板》MV
3. 《婚紗送給你...》MV

### Type-B
Type-B 是收錄了由Under Girls所演唱之B面曲《再見沖浪板》。除此之外，在此版本中也收錄了由Upcoming Girls所演唱的《只有你籠罩秋色》，並且在隨附的DVD中也收錄了兩曲的MV。在封面設計上，無論初回限量版還是通常版的封面都是第七屆選拔總選舉之投票結果的第四至七名—高橋南、松井珠理奈、山本彩、宮脇咲良的合照。
Type-B詳細的收錄內容如下：
CD
1. 《Halloween Night》
2. 《再見沖浪板》- Under Girls
3. 《只有你籠罩秋色》（君だけが秋めいていた）- Upcoming Girls
（作曲：奥田基之（日语：奥田もとい）、編曲：久下真音（日语：久下真音））
4. 《Halloween Night》純配樂版
5. 《再見衝浪板》純配樂版
6. 《只有你籠罩秋色》純配樂版

DVD
1. 《Halloween Night》MV
2. 《再見沖浪板》MV
3. 《只有你籠罩秋色》MV

### Type-C
Type-C 是收錄了由Next Girls所演唱之B面曲《水中傳導率》。除此之外，在此版本中也收錄了AKB48家族官方盂蘭節盆舞曲《一步目音頭》，並且在隨附的DVD中也收錄了兩曲的MV。在封面設計上，無論初回限量版還是通常版的封面都是第七屆選拔總選舉之投票結果的第八至十一名—宮澤佐江、島崎遙香、橫山由依、北原里英的合照。
Type-C 詳細的收錄內容如下：
CD
1. 《Halloween Night》
2. 《水中傳導率》（水の中の伝導率）- Next Girls
（作曲：田中俊亮、編曲：佐々木裕（日语：佐々木裕））
3. 《 一步目音頭》（一歩目音頭）- AKB48選拔
（作曲：福田貴訓、編曲：福田貴訓、福田大輔）
4. 《Halloween Night》純配樂版
5. 《水中傳導率》純配樂版
6. 《 一步目音頭》純配樂版

DVD
1. 《Halloween Night》MV
2. 《水中傳導率》MV
3. 《一歩目音頭》MV

### Type-D
Type-D 是收錄了由Next Girls所演唱之B面曲《水中傳導率》。除此之外，在此版本中也收錄了《馬路須加學園5》的主題曲《混混機關槍》，並且在隨附的DVD中也收錄了兩曲的MV。在封面設計上，無論初回限量版還是通常版的封面都是第七屆選拔總選舉之投票結果的第十二至十六名—渡邊美優紀、松村香織、高柳明音、柴田阿彌、武藤十夢的合照。
Type-D 詳細的收錄內容如下：
CD
1. 《Halloween Night》
2. 《水中傳導率》- Next Girls
3. 《混混機關槍》
（作曲、編曲：ツキダタダシ）
4. 《Halloween Night》純配樂版
5. 《水中傳導率》純配樂版
6. 《混混機關槍》純配樂版

DVD
1. 《Halloween Night》MV
2. 《水中傳導率》MV
3. 《混混機關槍》MV

### 劇場盤
劇場盤 是收錄了由Under Girls所演唱之B面曲《再見沖浪板》。除此之外，在此版本中也收錄了《馬路須加學園5》的片尾曲《群像》。在封面設計上，唱片封面為第七屆選拔總選舉之投票結果的第一名—指原莉乃的個人獨照。唱片封底側為第七屆選拔總選舉之投票結果的第二至十六名的個人合照。
劇場盤 詳細的收錄內容如下：
CD
1. 《Halloween Night》
2. 《再見沖浪板》- Under Girls
3. 《群像》
（作曲、編曲：和田耕平）
4. 《Halloween Night》純配樂版
5. 《再見沖浪板》純配樂版
6. 《群像》純配樂版

## 歌曲與參與成員
以下所提及的成員所屬分隊都是以單曲唱片發行的時間點為準。單曲的部份參與成員按照AKB48第41張單曲選拔總選舉的排名而定，選拔成員（前16名）演唱A面曲《Halloween Night》，「Under Girls」（第17至32名）、「Next Girls」（第33至48名）、「Future Girls」（第49至64名）與「Upcoming Girls」（第65至80名）分別演唱一首B面曲。括號內為各成員在總選舉中獲得的名次。

### Halloween Night
（中央位置 : 指原莉乃）
- Team A：島崎遥香（9）、高橋南（4）、武藤十夢（16）
- Team K：北原里英（11、兼任NGT48成員）、横山由依（10）
- Team B：柏木由紀（2、兼任NGT48成員）、渡邊麻友（3）
- SKE48 Team S：松井珠理奈（5、兼任AKB48 Team K成員）
- SKE48 Team KII：松村香織（13）、高柳明音（14）
- SKE48 Team E：，柴田阿彌（15）
- NMB48 Team N：山本彩（6、兼任AKB48 Team K成員）
- NMB48 Team BII：渡邊美優紀（12）
- HKT48 Team H：指原莉乃（1）
- HKT48 Team KIV：宮脇咲良（7、兼任AKB48 Team A成員）
- SNH48 Team SII：宮澤佐江（8、兼任SKE48 Team S成員）

本次的選拔成員中，松村香織是初次入選，而北原里英以及高柳明音分別自2014年的《拉布拉多獵犬》以來的1年多和2012年的《仲夏的Sounds good!》以來的3年多回歸選拔成員。

### 再見沖浪板
Under Girls名義
（中央位置 : 兒玉遙）
- Team K：小嶋真子（26）
- Team B：高城亞樹（30）、高橋朱里（25）
- Team 4：岡田奈奈（29）、加藤玲奈（28）、木崎由里亞（22）、峯岸南（19）
- SKE48 Team S：大矢真那（20）
- SKE48 Team KII：大場美奈（27）、古畑奈和（24）
- SKE48 Team E：須田亞香里（18）、谷真理佳（23）
- HKT48 Team H：兒玉遙（17、兼任AKB48 Team K成員）、田島芽瑠（32）
- HKT48 Team KIV：朝長美櫻（21、兼任AKB48 Team B成員）、淵上舞（31）

### 水中傳導率
Next Girls名義
（中央位置 : 穴井千尋）
- Team K：田野優花（47）
- Team B：內山奈月（39）
- Team 4：向井地美音（44）
- SKE48 Team S：二村春香（38）、宮前杏實（45）
- SKE48 Team E：木本花音（48）
- NMB48 Team M：白間美瑠（34）、藤江麗奈（35）、矢倉楓子（40）
- NMB48 Team N：上西惠（36）
- HKT48 Team H：穴井千尋（33）、坂口理子（37）、神志那結衣（46）
- HKT48 Team KIV：多田愛佳（41）、森保圓（43）、岡田栞奈（42）

### 婚紗送給你…
Future Girls名義
（中央位置 : 佐藤堇）
- Team 4：佐佐木優佳里（50）、茂木忍（57）
- SKE48 Team S：東李苑（61）、後藤理沙子（52）、山內鈴蘭（63）
- SKE48 Team KII：惣田紗莉渚（55）
- SKE48 Team E：磯原杏華（53）、加藤琉美（62）、佐藤堇（49）
- NMB48 Team N：加藤夕夏（59）、小谷里步（54）、吉田朱里（64）
- NMB48 Team BII：梅田彩佳（56）、澀谷凪咲（58、兼任AKB48 Team 4成員）、藪下柊（60）
- HKT48 Team H：松岡菜摘（51）

### 只有你籠罩秋色
Upcoming Girls名義
（中央位置 : 齊藤真木子）
- Team K：石田晴香（71）、永尾瑪利亞（69）
- Team B：大和田南那（75）
- Team 4：大森美優（67）、篠崎彩奈（78）
- SKE48 Team S：北川綾巴（66）、竹內舞（76）
- SKE48 Team KII：石田安奈（77）
- SKE48 Team E：梅本圓（68）、鎌田菜月（70）、熊崎晴香（73）、齊藤真木子（65）
- NMB48 Team M：谷川愛梨（74）
- NMB48 Team BII：市川美織（79）
- HKT48 Team KIV：植木南央（72）、本村碧唯（80）

### 一步目音頭
（中央位置 : 渡邊麻友）
- Team A：小嶋陽菜、島崎遙香、高橋南
- Team K：小嶋真子、横山由依
- Team B：大和田南那、柏木由紀（兼任NGT48成員）、高橋朱里、渡邊麻友
- Team 4：加藤玲奈、木崎由里亞、向井地美音
- SKE48 Team S：松井珠理奈（兼任AKB48 Team K成員）
- NMB48 Team N：山本彩（兼任AKB48 Team K成員）
- HKT48 Team H：指原莉乃
- HKT48 Team KIV：宮脇咲良（兼任AKB48 Team A成員）

### 混混機關槍
（中央位置 : 島崎遥香、宮脇咲良）
- Team A：入山杏奈、島崎遥香、高橋南
- Team K：小嶋真子、横山由依
- Team B：內山奈月、大島涼花、大和田南那、高橋朱里
- Team 4：加藤玲奈、木崎由里亞、向井地美音
- SKE48 Team S：松井珠理奈（兼任AKB48 Team K成員）
- NMB48 Team N：山本彩（兼任AKB48 Team K成員）
- NMB48 Team BII：渡邊美優紀
- HKT48 Team H：兒玉遙（兼任AKB48 Team K成員）
- HKT48 Team KIV：宮脇咲良（兼任AKB48 Team A成員）
- 毕业成员：川榮李奈

### 群像
- Team A：島崎遥香、高橋南
- Team K：横山由依
- SKE48 Team S：松井珠理奈（兼任AKB48 Team K成員）
- NMB48 Team N：山本彩（兼任AKB48 Team K成員）
- HKT48 Team H：兒玉遙（兼任AKB48 Team K成員）
- HKT48 Team KIV：宮脇咲良（兼任AKB48 Team A成員）

## 外部連結
- （日語）單曲唱片介紹（國王唱片官方網站）：
  - Type A 初回限定版（页面存档备份，存于）、通常版（页面存档备份，存于）
  - Type B 初回限定版（页面存档备份，存于）、通常版（页面存档备份，存于）
  - Type C 初回限定版（页面存档备份，存于）、通常版（页面存档备份，存于）
  - Type D 初回限定版（页面存档备份，存于）、通常版（页面存档备份，存于）
  - 劇場版（页面存档备份，存于）
- （繁體中文）單曲唱片介紹（華納音樂官方網站）
- YouTube上的《Halloween Night》 預覽版MV
- YouTube上的《Halloween Night》 STAFF版MV
- YouTube上的《再見沖浪板》 預覽版MV
- YouTube上的《水中傳導率》 預覽版MV
- YouTube上的《婚紗送給你…》 預覽版MV
- YouTube上的《只有你籠罩秋色》 預覽版MV
- YouTube上的《一步目音頭》 預覽版MV